# Makino Satoru
Satoru Makino (sinh ngày 25 tháng 11 năm 1990) là một cầu thủ bóng đá người Nhật Bản.

## Sự nghiệp câu lạc bộ
Satoru Makino đã từng chơi cho Zweigen Kanazawa và FC Ryukyu.